# Klášter křižovníků (Litoměřice)
Klášter křižovníků existoval v Litoměřicích v letech 1257–1421.

## Vývoj kláštera
Křižovníci získali roku 1257 v Litoměřicích za hradbami kostelík Panny Marie, u něhož pak vznikl roku 1327 špitál. Roku 1370 darovali Jindřich mladší z Kamníku a Václav Ciner, litoměřičtí měšťané, ostrov na Labi naproti kostelu sv. Vavřince se zahradou a mlýnem a dvěma kopami pražských grošů věčného úroku. Z roku 1406 známe litoměřického komtura Pavla. Na počátku husitství zabralo město Litoměřice roku 1421 nejdříve všechny příjmy komendy a pak donutilo křižovníky, aby se komendy vzdali. Tak zaniká křižovnická komenda v Litoměřicích. Kostel Panny Marie později sloužil litoměřickým jezuitům do doby, než si vystavěli nový, a roku 1832 byl starobylý kostelík zbořen.